# El cristal empañado
El cristal empañado é uma telenovela mexicana produzida por José Rendón para a Televisa e exibida pelo Canal de las Estrellas entre 20 de fevereiro e 16 de junho de 1989, substituindo Flor y canela e sendo substituída por Las grandes aguas.
Foi protagonizada por Mariagna Prats e Jaime Garza e antagonizada por Magda Guzmán e Héctor Cruz Lara.

## Elenco
- Mariagna Prats - Raquel / Yolanda
- Jaime Garza - Jacinto
- Magda Guzmán - Virginia
- Dina de Marco - Paulina
- Leticia Perdigón - Mercedes
- Manuel Landeta - Claudio
- Diana Golden - Alicia
- Meche Barba - Yolanda
- Héctor Cruz Lara - Mario
- Fernando Sáenz - Adrián
- Magda Karina - Luisa
- Karina Duprez - Karla
- Graciela Lara - Josefina
- Jazmín Athie - Maribel
- Yoshio - Comandante Molina
- Laura Forastieri - Isabel
- Fidel Garriga - Salazar
- Francisco Avendaño - Arturo
- Carmen Delgado - Marisela
- Mónica Prado - Eugenia
- Alicia Osorio - Amparo
- Maripaz Banquells - Paulina (jovem)
- Javier Díaz Dueñas - Leopoldo
- Rafael Banquells - Luciano
- Manuel Servín - Dr. Barrera